# Distretto di Patambuco
Il distretto di Patambuco è uno dei dieci distretti  della provincia di Sandia, in Perù. Si trova nella regione di Puno e si estende su una superficie di 462,72 chilometri quadrati.

Ha per capitale la città di Patambuco e contava 4.833 abitanti al censimento 2005.